# Quarterpipe

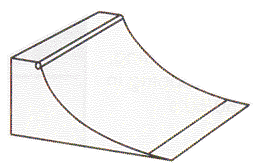
Quarterpipe

Eine Quarterpipe (engl. Viertelröhre) ist eine schanzenartige Konstruktion für sportliche Manöver und findet vor allem Einsatz im Freestyle-Bereich. Im Snowboard-Bereich werden mittlerweile große internationale Bewerbe in der Disziplin durchgeführt.

## Konstruktion
Eng verwandt mit der Halfpipe besteht eine Quarterpipe aus Metall, Holz, Beton, Schnee oder manchmal Sand. Sie findet vor allem Einzug im Skateboarding-, Inlineskating-, Snowboard-, Streetboard-, BMX- und Dirt-Bike-Bereich.
Eine Quarterpipe besteht normalerweise aus „Transition“, „Vert“ und „Coping“.

### Transition
Die Transition bildet den untersten Anlaufteil, bevor der Fahrer sich in die Höhe katapultiert. Sie ist daher höhenmäßig am tiefsten gelegen und dient dem Anfahrenden dazu, kurz vor dem Absprung noch Geschwindigkeit zu sammeln. Im Skateboardbereich ist die Transition eher kurz, jedoch im Snowboardbereich kann sie wesentlich größer sein.

### Vert/Kicker
Nach der Transition erreicht der Fahrer bald den steilsten Teil der Konstruktion, das Vert. Am Ende steht das Vert 90° zur Transition, katapultiert den Fahrer also senkrecht vom Boden in die Luft. Bei hoher Anlaufgeschwindigkeit wirken beim Fahrer zwischen Vert und Transition sehr starke Kräfte, welche meist auch genutzt werden, um höher in die Luft zu kommen.

### Coping
Im Skateboardbereich wird eine Quarterpipe mit einem sogenannten Coping begrenzt. Dies ist ein Metallrohr, welches entlang des Verts läuft und zusätzliche Manöver wie rutschen (sliding) (siehe slide (Streetskating)) erlaubt.
Ist bei einer Quarterpipe die „Transition“, also die Einwölbungen nicht vorhanden, sondern gerade, so spricht man von einem „Kicker“ (Schanze).

## Verwendung
Beim Durchfahren der Transition einer Quarterpipe kann der Sportler die Geschwindigkeit erhöhen, indem er das Sportgerät belastet. Dieser Effekt, ähnlich dem auf einer Schaukel, wird "Pushen" genannt. Mit hoher Geschwindigkeit kann der Sportler das Vert hinauffahren, über den Rand der Quarterpipe hinausspringen und gemäß der Schwerkraft wieder entlang des Verts landen. Im Snowboardbereich gibt es seit der Jahrtausendwende mehrere Wettbewerbe, die größten sind The Arctic Challenge, X-Trail Jam und der Air & Style Quarterpipe und werden von der Ticket to Ride World Snowboard Tour verwaltet.
Auch in der Quarterpipe gibt es bereits notierte Rekorde. Den höchsten Sprung hält zurzeit Terje Håkonsen, welcher bei der Arctic Challenge 2007 bis 9,8 m über den Kicker flog.
Halfpipes für Snowboarder und Skifahrer werden mit an Pistenraupen montierten Fräsen aus Schnee und Eis hergestellt. Diese Anlagen sind größer als Anlagen aus Beton. Quarterpipes kommen in Skigebieten allerdings eher selten vor. Größtenteils werden Halfpipes und große Kicker (Sprungschanze) verwendet.

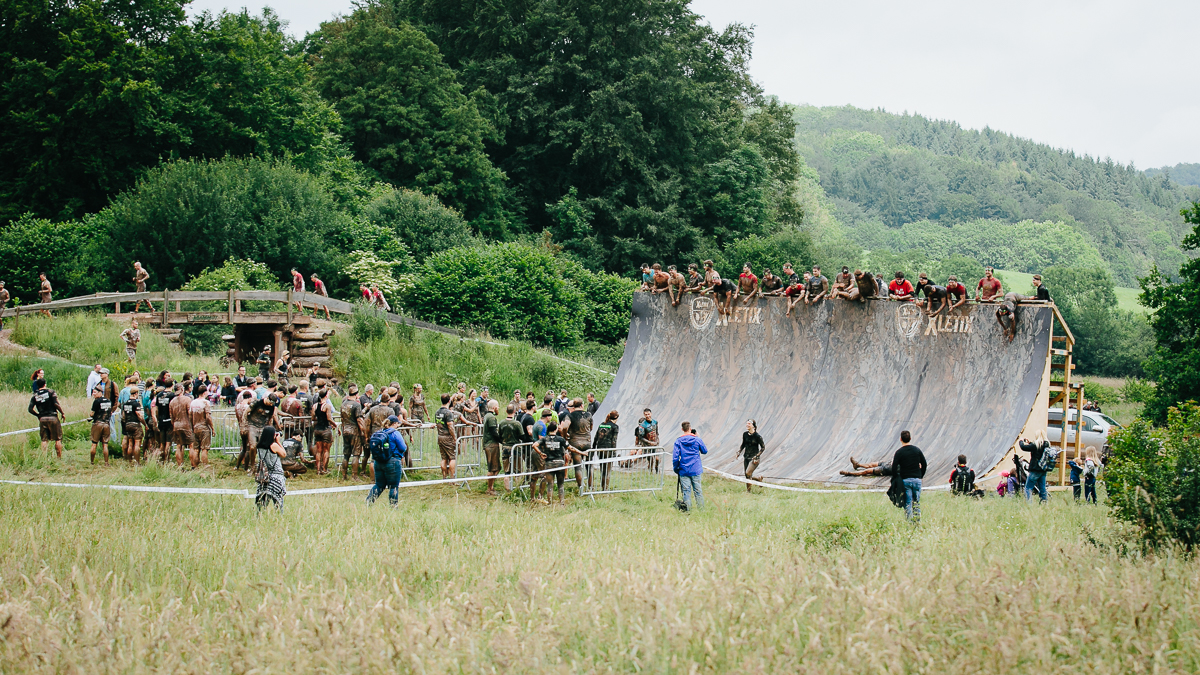
4,5 Meter hohe Quarterpipe bei Xletix

Bei Extrem-Hindernislauf-Veranstaltungen wie XLETIX, Predator Race oder Ninja Warrior müssen teil über 5 Meter Hohe Quaterpipes läuferisch überwunden werden.